# Hishâm Ibn 'Urwah
Hishâm Ibn 'Urwah (en arabe, هشام بن عروة) fut l'un des grands savants sunnites de son temps. Il naquit en 680 (61 H.) à Médine. Son père, 'Urwah Ibn Az Zubayr, était l'un des 7 Fuqahâ de Médine et fils des illustres compagnons du prophète Mahomet, Zubayr Ibn Al 'Awwâm et Asmâ Bint Abî Bakr. Hishâm Ibn 'Urwah était donc l'arrière petit-fils du premier Calife de l'Islam, Abû Bakr As Siddîq.
Il était spécialisé dans la narration de hadith et excellait également dans la jurisprudence et l'exégèse coranique. Il fut l'un des nombreux maîtres de l'Imam Mâlik ibn Anas et l'influença profondément.
La jurisprudence professée par Hishâm Ibn 'Urwah est donc pour ainsi dire l'un des ancêtres de l'école malikite, ces propos étant d'ailleurs rapportés à plusieurs reprises dans l'ouvrage majeur de l'Imam Mâlik ibn Anas : Al Muwattâ°.
Il mourut en 763 (146 H.) à Bagdad.